# تشارلز مورغان الابن
تشارلز «تشاك» مورغان الابن (بالإنجليزية: Charles "Chuck" Morgan Jr) (11 آذار 1930-8 كانون الثاني 2009) محامٍ مدني من ألاباما، لعب دورا مهما في تأسيس مبدأ «رجل واحد، صوت واحد» في قرار محكمة الولايات المتحدة العليا في قضية رينولدز ضد سيمز عام 1964، وكان محاميا لجوليان بوند ومحمد علي في نزاعاتهما القضائية.

## سيرة ذاتية

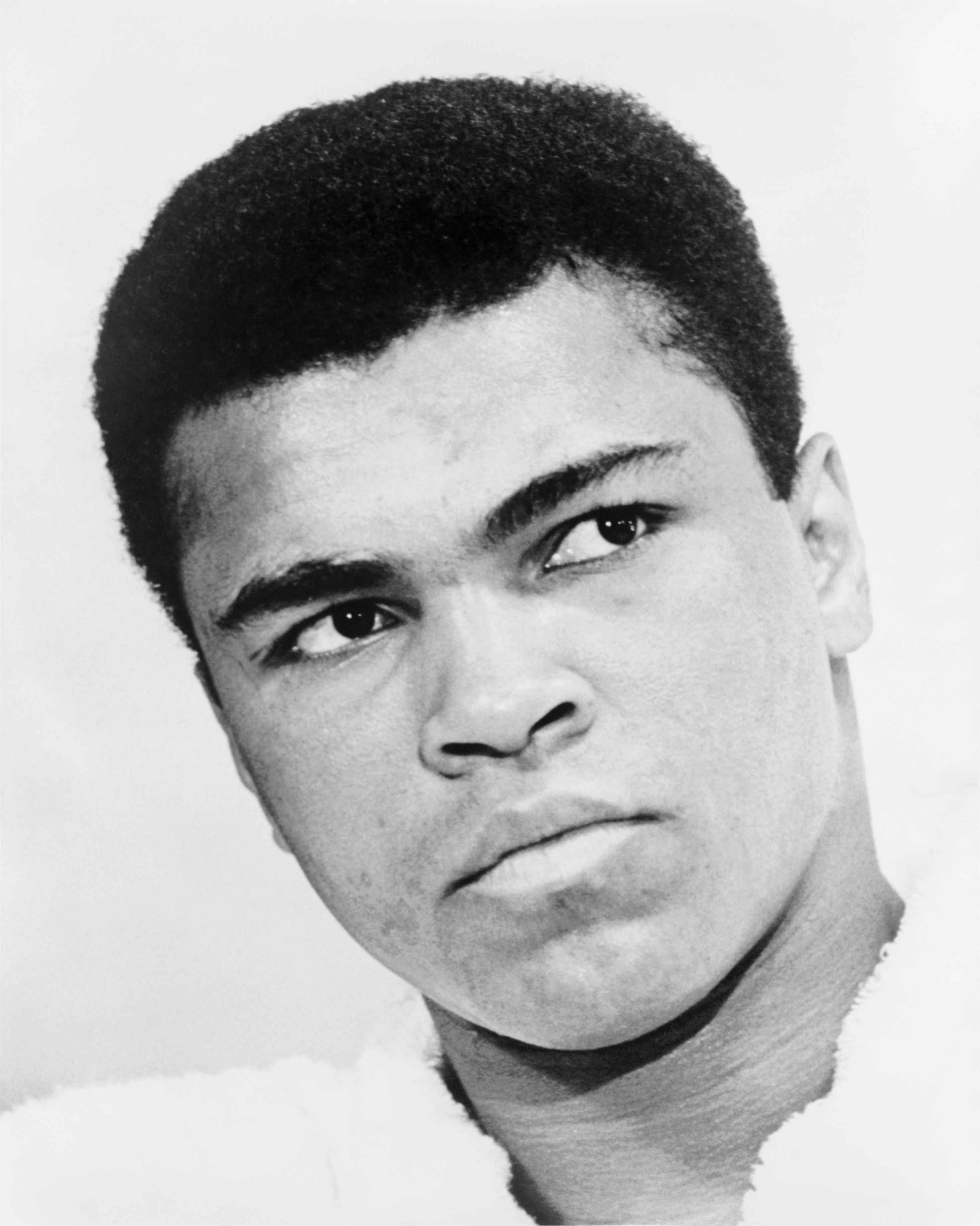
صورة شمسيَّة لِلمُلاكم الأمريكي الشهير مُحمَّد علي كلاي سنة 1967م. نُشرت الصُورة في مجلَّة منبر العالم (وورلد جُرنال تريبيون) والتُقطت بِواسطة إيرا روزنبيرگ.

ولد مورغان في سينسيناتي، أوهايو، في 11 آذار 1930، وترعرع في كينتاكي. انتقل مع عائلته إلى برمنغهام في ألاباما وعمره 15 عاما، وعرفت عائلته بتوظيف السود لمساعدتهم في أعمال المنزل. ارتاد مورغان جامعة ألاباما وحصل فيها على شهادة في القانون والتقى فيها زوجته كاميل والبل.
خطب مورغان أمام العامة في اليوم التالي لتفجير شارع الكنيسة المعمدانية في برمنغهام الذي توفيت فيه 4 فتيات صغيرات سود في أيلول 1963، وذلك في اجتماع غداء مع نادي أعمال برمنغهام للشباب، أي في قلب مؤسسة البيض في المدينة ليلقي اللوم على قادة المجتمع لدورهم الفاشل في التصدي لجو الكراهية العرقي، قائلا: «كل شخص في هذا المجتمع ساهم بإشاعة الكراهية بأي طريقة خلال السنوات السابقة مذنب بذات القدر وربما أكثر من المعتوه الذي رمى تلك القنبلة»؛ وأردف: «قُتلت أربع فتيات صغيرات البارحة في برمنغهام، يسأل هذا المجتمع الغاضب والمتأسف والقلق: من فعل هذا؟ من رمى القنبلة؟ هل كان زنجيا أم أبيض؟ ويجب أن يكون الجواب: كلنا فعلنا ذلك. كلنا حتى آخرنا مدانون على تلك الجريمة وعلى التفجير الذي سبقها وعلى عقد من الزمان مضى؛ كلنا فعلناها». اتهم مورغان قادة البيض في برمنغهام في إذكاء العنف في التفرقة العنصرية التي كانت موجودة أساسا. وحتى تلك النقطة كانت مسيرته القانونية جيدة، لكن هذا الخطاب غيَّر الأمر؛ فقد تأذى عمله القانوني بهذه التصريحات وأدى إلى تهديدات بالقتل له ولعائلته، وقد دفعته هذه التهديدات لإنهاء عمله القانوني ونقل عائلته إلى خارج برمنغهام.
لعل أكبر نقطتين في السلطة الديمقراطية ركز عليهما مورغان كانتا التصويت والتعامل المتساوي القائم على العدل بين كل المواطنين وخصوصا للسود الجنوبيين. ورغم أنه صب تركيزه أثناء عمله كمحامٍ على الأفارقة الأمريكيين، إلا أنه دافع عن العديد من الناس من كافة الأوضاع والخلفيات العرقية والجنسية، كما دافع عن أناس اختلف معهم.
ومع تقدم حركة الحقوق المدنية، انتشرت فكرة الانفصالية وتوسعت. وتكلم مؤيدو هذه الحركة علنا لصالحها بالمزيد والمزيد. لكن مورغان لم يفعل؛ بل بقي ثابتا على معتقده بأن تفوق الاندماج على الانفصالية هو ماسينفع. كان لمورغان دوما علاقات قوية ومفضلة مع مجموعات لم يكن بالضرورة يتفق معها، ومنهم مؤيدوا التفرقة و«المعتدلين الصامتين». وكان هذا ممكنا لديه لأنه عمل في حياته اليومية وعمله بنفس التسامح الذي علمه للآخرين.
كان تشارلز مورغان ديمقراطيا طوال حياته، وانجذب في البداية إلى أحد أتباع النظرية الشعبية وهو جيمس إي. فولسوم، وهو حاكم ولاية لفترتين منفصلتين بين عامي 1947 و1959. أحد الأمور التي جذبت مورغان إليه هو معتقدات فولسوم المبكرة بالتكامل؛ صرح فولسوم عام 1949 قائلا: «طالما بقي الزنوج مقيدين بالحرمان ونقص الفرص، سيكون الناس الفقراء الأخرون مقيدين حذواً بحذوهم».
كتب هاريسون ساليسباري مقالا مثيرا للجدل في صحيفة نيويورك تايمز عام 1960 يلتقي مع أسلوب ومعتقدات مورغان، وقد رفع البيروقراطيون قضية على المقال أمام المحاكم بتهمة القذف والتشهير. أصدرت المحكمة قرارا قضائيا للمثول أمام المحكمة بحق ريفريند روبرت هاغهيز الذي كان قسّاً ميثولوديا أبيض ومديرا لمجلس ألاباما للعلاقات الإنسانية، أراد هاغهيز أن يجابه من أجل تاريخ الناس الذين دعموا المجلس أمر المثول فوكّل تشارلز محاميا.  ولأنه كان وكيل هاغهيز في القضية (لقبه البيض والمتعصبين العرقيين «محب السود»)، بدأت جماعة كو كلاكس كلان المتعصبة بمضايقة مورغان. تلقى اتصالات من مجهولين، ومضايقات من أعضاء المحكمة وتهديدات متنوعة. وبسبب التنمر الذي تعرض له من جماعة كلان أدرك مورغان أن صراع المساواة في الحقوق ذو جانبين: جانب مؤيد وجانب معارض لها. اختار أحدهما دون سابق نية.
وبسبب هذا الأمر، أصبح مورغان أكثر ثورية في ممارساته ومعتقداته، لكن كل ذلك كان ضمن القانون. توكل عن بواز ساندر، وهو أسود مدعى عليه بالقتل؛ كما قاضى جامعته الأم، جامعة ألاباما، لأنها لم تقبل اثنين من السود فيها.
  أسس في عام 1964 المكتب الإقليمي الجنوبي لاتحاد الحريات المدنية الأمريكي ACUL في أتلانتا. وخاض في ثلاث قضايا تخص احتجاجات حرب فيتنام بصفته قائد اتحاد الحريات المدنية. ومن خلال هذه القضايا، كان المسؤول عن توجيه الاهتمام العالمي إلى الحدود الموضوعة على حرية التعبير لدى الجنود. وفي عام 1972 عينه اتحاد الحريات المدير التشريعي في مكتبها الدولي في واشنطن العاصمة. قاد مورغان جهود الاتحاد لإدانة الرئيس نيكسون في منصبه. [3] وفي تموز 1973 حينما لم يكن هناك أي حديث عن إدانة نيكسون بين العامة، تنبأ مورغان لفريقه بان نيكسون سيزال من منصبه «بنهاية العام». حرر مورغان ونشر كتيبا من 56 صفحة بعنوان «لما يجب محاكمة الرئيس ريتشارد نيكسون»، شارحا هذه العملية التي بالكاد علم العامة بها؛ ونشرها على كل أعضاء الكونغرس.
رفع مورغان مع مجموعة من المحامين قضية عام 1962 بغاية إعادة تقسيم المجلس التشريعي في ألاباما، وإبطال النظام الذي تملك بموجبه المدن الريفية في جنوب ألاباما قوة اقتراعية أكبر بكثير من مناطق في الجزء المتمدن الشمالي من الولاية. نجح مورغان في نقاشه في قضية رينولدز ضد سيمز عام 1964 بأن المقاطعات في المجالس التشريعية للولاية يجب أن تكون تقريبا بذات الحجم، مؤسسا مبدأ «رجل واحد، صوت واحد» ليلغي الزيف في توزيع الدوائر الانتخابية بفعالية، الأمر الذي يعطي قوة سياسية أكبر للمشرعين الريفيين الذين سيطروا على المجلس التشريعي في ألاباما. كما كان مورغان أيضا مشاركا في قضية وايت ضد كروك. وهي القضية التي دمجت بين أعراق هيئة محلفي ألاباما، ليصرحوا بأن منع النساء من من الانضمام إلى هيئة محلفي ألاباما غير دستوري. ومن القضايا الأخرى التي انخرط بها مورغان أيضا قضية وايتس ضد ولاية جورجيا عام 1967. وفي هذه القضية، أبطلت خمسة أحكام بالإعدام في ولاية جورجيا، وصدر عنها أن التشكيل العرقي لهيئة المحلفين بناء على قوائم الضرائب المقسمة عرقيا غير دستوري.
وبعد منع جوليان بوند من أخذ مقعده في مجلس نواب جورجيا بعد إدلائه بتصريحات معارضة لانخراط الولايات المتحدة بحرب فيتنام، استأنف مورغان القضية في المحكمة العليا في الولايات المتحدة ونجح في منحه مقعدا.
كما كان في الفريق القانوني الذي استأنف في قضية محمد علي في التهرب من التجنيد بعد رفضه الخدمة في حرب فيتنام مرجعا ذلك لاعتراضات دينية، ونجح في استئناف القضية أمام المحكمة العليا للولايات المتحدة.
مثل مورغان عام 1967 وكيله هاوارد ليفي الذي كان في المجلس العسكري عام 1967 في فورت جاكسون في جنوب كارولينا، وذلك بعد رفض ليفي تعليم طب الأمراض الجلدي للمساعدين الطبيين اللذين يخدمون في غرين بيرتس لأنه اعتبر القوات الخاصة «قتلة للفلاحين ومجرمين بحق النساء والأطفال». وقد كان مورغان في مرافعته عن وكيله ليفي يماثل مرافعة نورمبرغ للنازيين، مجادلا بأن قوات الولايات المتحدة ترتكب الفظائع في فيتنام وأن الجنود الأمريكيين يمكنهم قانونيا رفض إطاعة الأوامر المتعلقة في الخدمة في فيتنام. حكم ليفي بثلاث سنوات في السجن، وأطلق سراحة بعد أن قضى مايزيد عن سنتين فيه.
وفي حفلة في واشنطن أشار أحد الحضور من نيويورك بأنه لن يصوت لجيمي كارتر للرئاسة بسبب لكنته الجنوبية، والذي رد عليه مورغان: «هذا تعصب، وهذا ما يجعل منك متعصبا». أنّب أريه نيير المدير التنفيذي لاتحاد الحريات المدنية الأمريكي مورغان، وانتقد أخذ مورغان لوظيفة عامة كمرشح لمنصب عام. استقال مورغان من منصبه عام 1976 مرجعا الأمر للمحاولات البيروقراطية في اتحاد الحريات في الحد من تصريحاته العامة.
وبعد تركه للاتحاد أعاد إحياء عمله الخاص السابق. كان محاميا عن معهد التبغ في معارضته لحظر التدخين وربح عددا من القضايا لصالح سلسلة سيرز، رويباك وشركاه التي اتهمت فيها لجنة فرص العمل المتساوية الشركة بالتمييز العرقي والجنسي، وذلك ليس بناءً على شكاوٍ من الموظفين بل على تحليل اللجنة لبيانات الشركة والتي فسرت على أنها دليل على التمييز العنصري. ربحت الشركة قضيتها، وذلك في جزء منه لأن اللجنة لا يمكنها أن تأتي بشهادة واحدة تدعي التمييز العرقي في التوظيف أو الترقية في سيرز.
كتب تشارلز خلال حياته كتابين وهما «زمن للكلام» (يصف فيه تجربته قبل عام 1963) و «رجل واحد، صوت واحد» (يصف فيه تجربته في الستينيات والسبعينيات) جاء في كتابه «زمن للكلام» قوله: «كيف هو العيش في برمنغهام؟ لم يعلم أحد مطلقا ولن يعلم أحد حتى تصبح المدينة جزءا من الولايات المتحدة؛ إن برمنغهام ليست مدينة تحتضر، بل هي مدينة ميتة».
توفي مورغان بعمر الثامنة والسبعين في 8 كانون الثاني عام 2009 في منزله في ديستن، فلوريدا، إثر اختلاطات سببها داء ألزهايمر.